# Comuna Gârcina, Neamț
Gârcina este o comună în județul Neamț, Moldova, România, formată din satele Almaș, Cuejdiu și Gârcina (reședința).

## Așezare geografică
Comuna Gârcina este așezată în partea de sud-est a Munților Stânișoara și la zona de contact cu Subcarpații Moldovei (vestul depresiunii Cracău-Bistrița). Se află în centrul județului, pe malurile râului Cuejdiu, la nord de municipiul Piatra Neamț. Este străbătută de șoseaua națională DN15C, care leagă Piatra Neamț de Fălticeni.

## Suprafață
Comuna Gârcina a avut o suprafață variabilă în timp în funcție de componența sa în diverse perioade. În prezent suprafața este de 12.251 ha (122,51 km2), ceea ce reprezintă 2,08% din suprafața județului Neamț.

## Vecini
Vecinii comunei Gârcina sunt:
- la nord comuna Crăcăoani, comuna Negrești, comuna Dobreni;
- la est comuna Girov;
- la sud municipiul Piatra-Neamț, comuna Viișoara, comuna Pângărați;
- la vest comuna Hangu.

## Demografie
Componența etnică a comunei Gârcina
     Români (90,88%)
     Alte etnii (0,04%)
     Necunoscută (9,08%)
Componența confesională a comunei Gârcina
     Ortodocși (89,45%)
     Alte religii (0,98%)
     Necunoscută (9,57%)
Conform recensământului efectuat în 2021, populația comunei Gârcina se ridică la 4.889 de locuitori, în creștere față de recensământul anterior din 2011, când fuseseră înregistrați 4.336 de locuitori. Majoritatea locuitorilor sunt români (90,88%), iar pentru 9,08% nu se cunoaște apartenența etnică. Din punct de vedere confesional, majoritatea locuitorilor sunt ortodocși (89,45%), iar pentru 9,57% nu se cunoaște apartenența confesională.

## Politică și administrație
Comuna Gârcina este administrată de un primar și un consiliu local compus din 13 consilieri. Primarul, Gavril Mihai Gontaru[*], de la Partidul Social Democrat, este în funcție din octombrie 2020. Începând cu alegerile locale din 2024, consiliul local are următoarea componență pe partide politice:
|  | Partid                          | Consilieri | Componența Consiliului | Componența Consiliului | Componența Consiliului | Componența Consiliului | Componența Consiliului | Componența Consiliului | Componența Consiliului |
|  | ------------------------------- | ---------- | ---------------------- | ---------------------- | ---------------------- | ---------------------- | ---------------------- | ---------------------- | ---------------------- |
|  | Partidul Social Democrat        | 7          |                        |                        |                        |                        |                        |                        |                        |
|  | Partidul Național Liberal       | 4          |                        |                        |                        |                        |                        |                        |                        |
|  | Alianța pentru Unirea Românilor | 1          |                        |                        |                        |                        |                        |                        |                        |
|  | Partidul S.O.S. România         | 1          |                        |                        |                        |                        |                        |                        |                        |

## Istorie
La sfârșitul secolului al XIX-lea, comuna făcea parte din plasa Piatra-Muntele a județului Neamț și era formată din satele Gârcina, Cuejdiu, Dărmănești și Ciritei, având în total 1755 de locuitori. În comună funcționau o fabrică de spirt, trei mori de apă, patru biserici și o școală. Anuarul Socec din 1925 o consemnează în aceeași alcătuire, în plasa Piatra a aceluiași județ, populația fiind de 2725 de locuitori. În 1931, comuna, formată din satele Cuejdiu și Gârcina, a devenit comună suburbană a comunei urbane Piatra Neamț.
În 1950, comuna a trecut în administrarea raionului Piatra Neamț din regiunea Bacău. În 1968, a revenit la județul Neamț, preluând și satul Almaș de la comuna Dobreni.

## Monumente istorice
Două obiective din comuna Gârcina sunt incluse în lista monumentelor istorice din județul Neamț ca monumente de interes local, ambele fiind clasificate ca monumente de arhitectură: mănăstirea Almaș (secolele al XVIII-lea–al XIX-lea) din satul Almaș, ansamblu cuprinzând biserica „Duminica Tuturor Sfinților” (1821) și casele monahale (secolul al XIX-lea); și biserica „Pogorârea Sfântului Duh” (1668) de pe strada Principală din satul Gârcina.

## Personalități
- Melchisedec Ștefănescu (1823 - 1892), episcop, istoric.

## Vezi și
- Biserica Pogorârea Sfântului Duh din Gârcina
- Mănăstirea Almaș

## Imagini

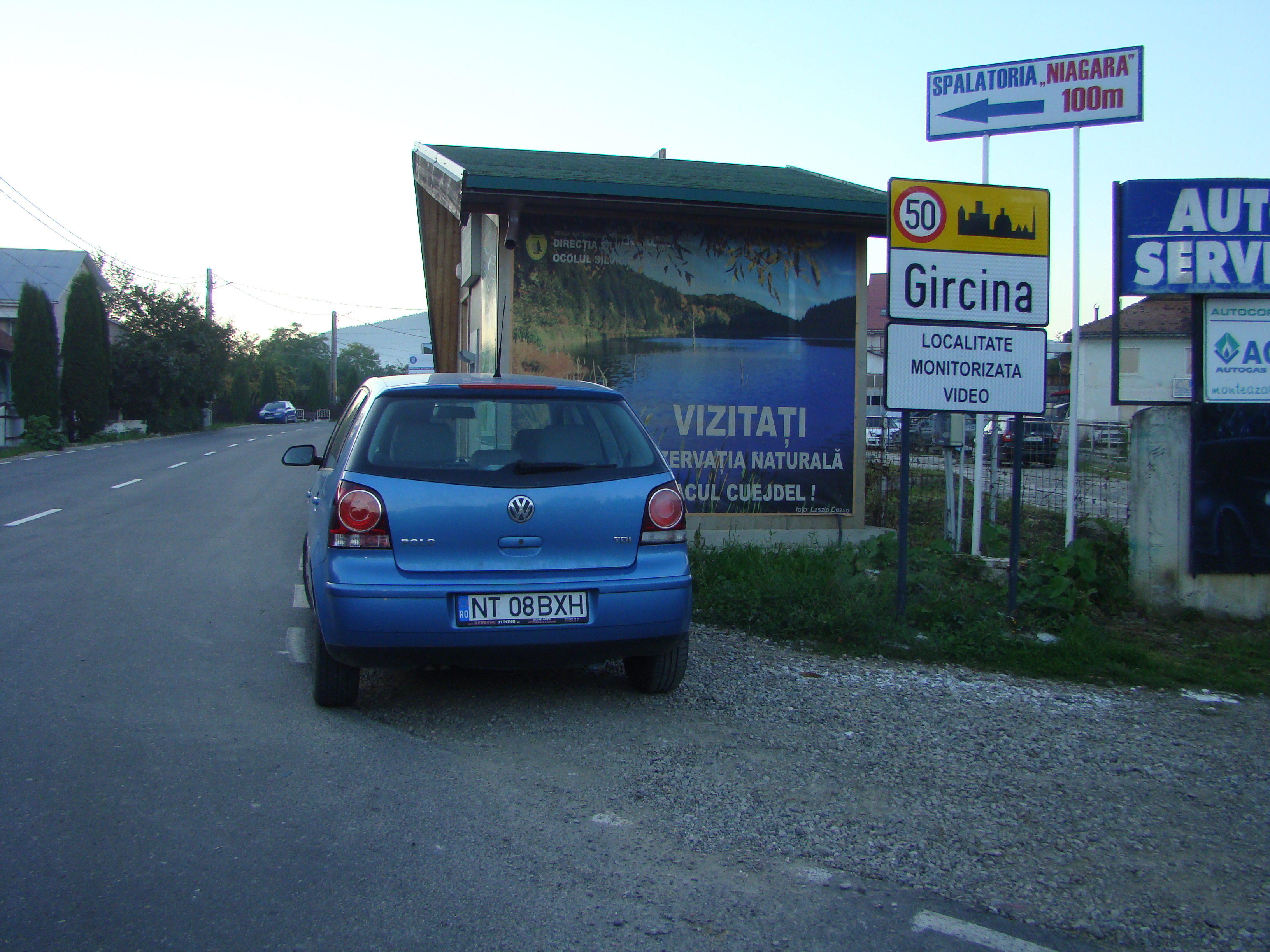
Intrarea în localitate
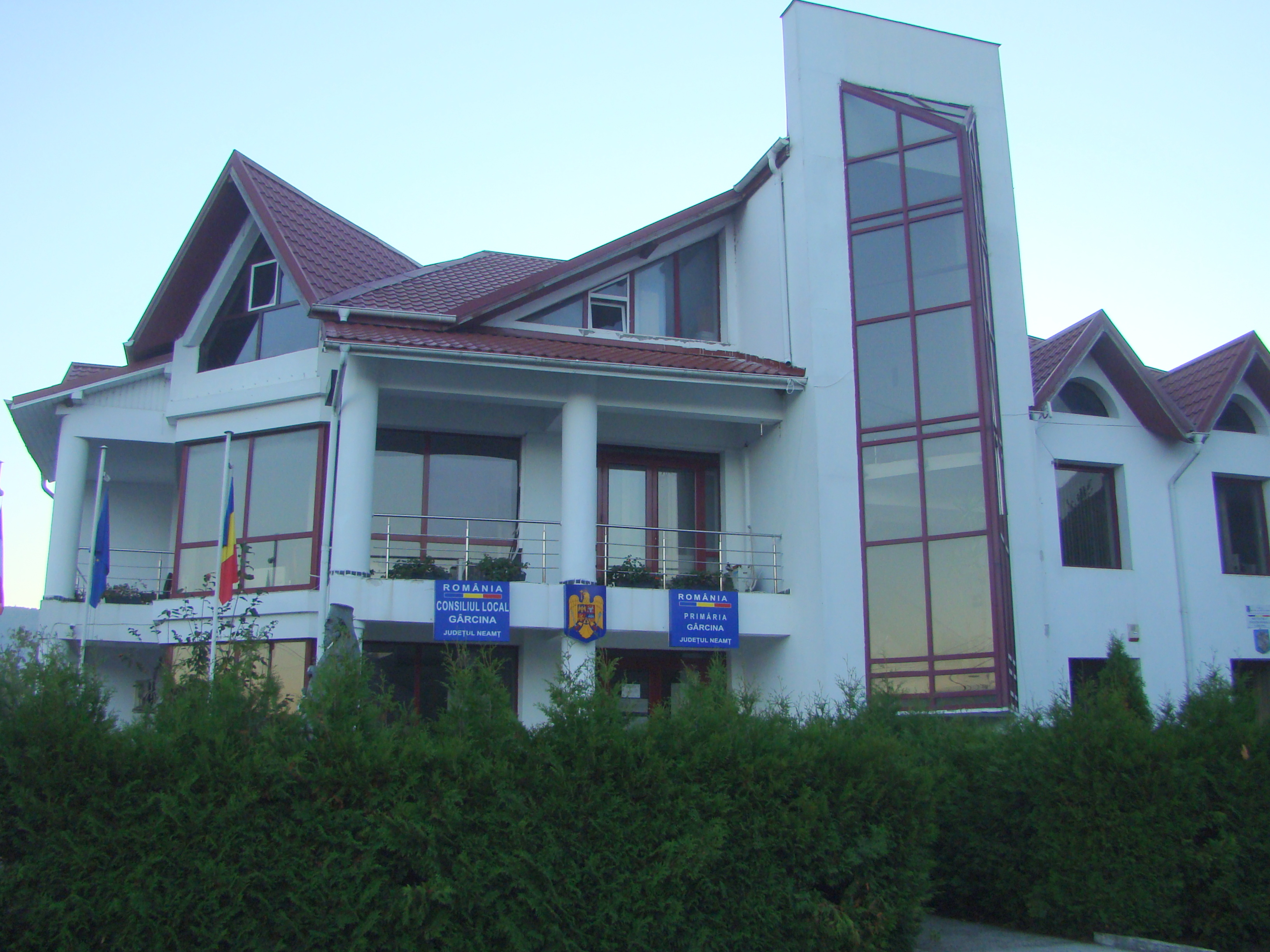
Primăria comunei
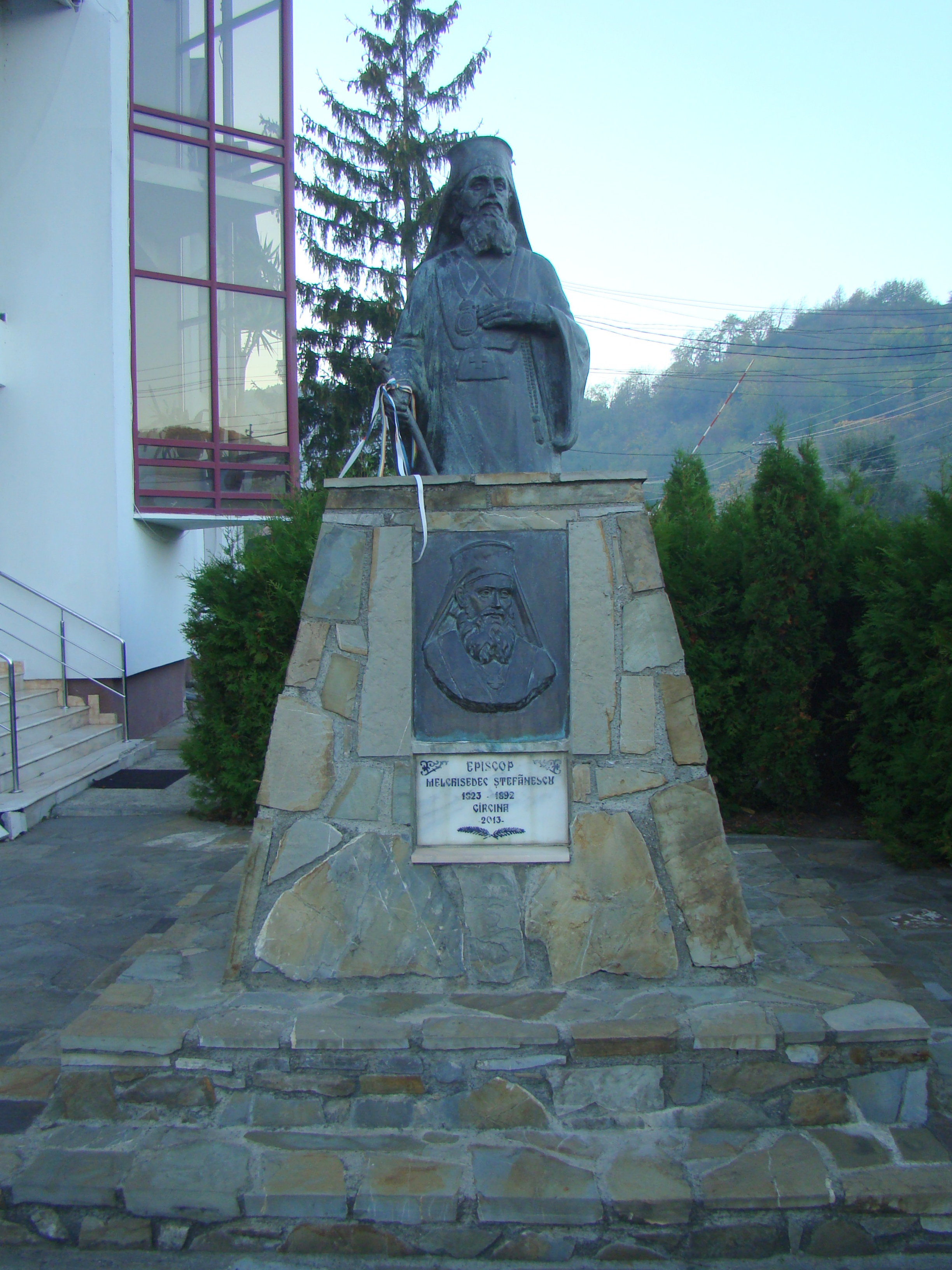
Bustul episcopului Melchisedec Ștefănescu
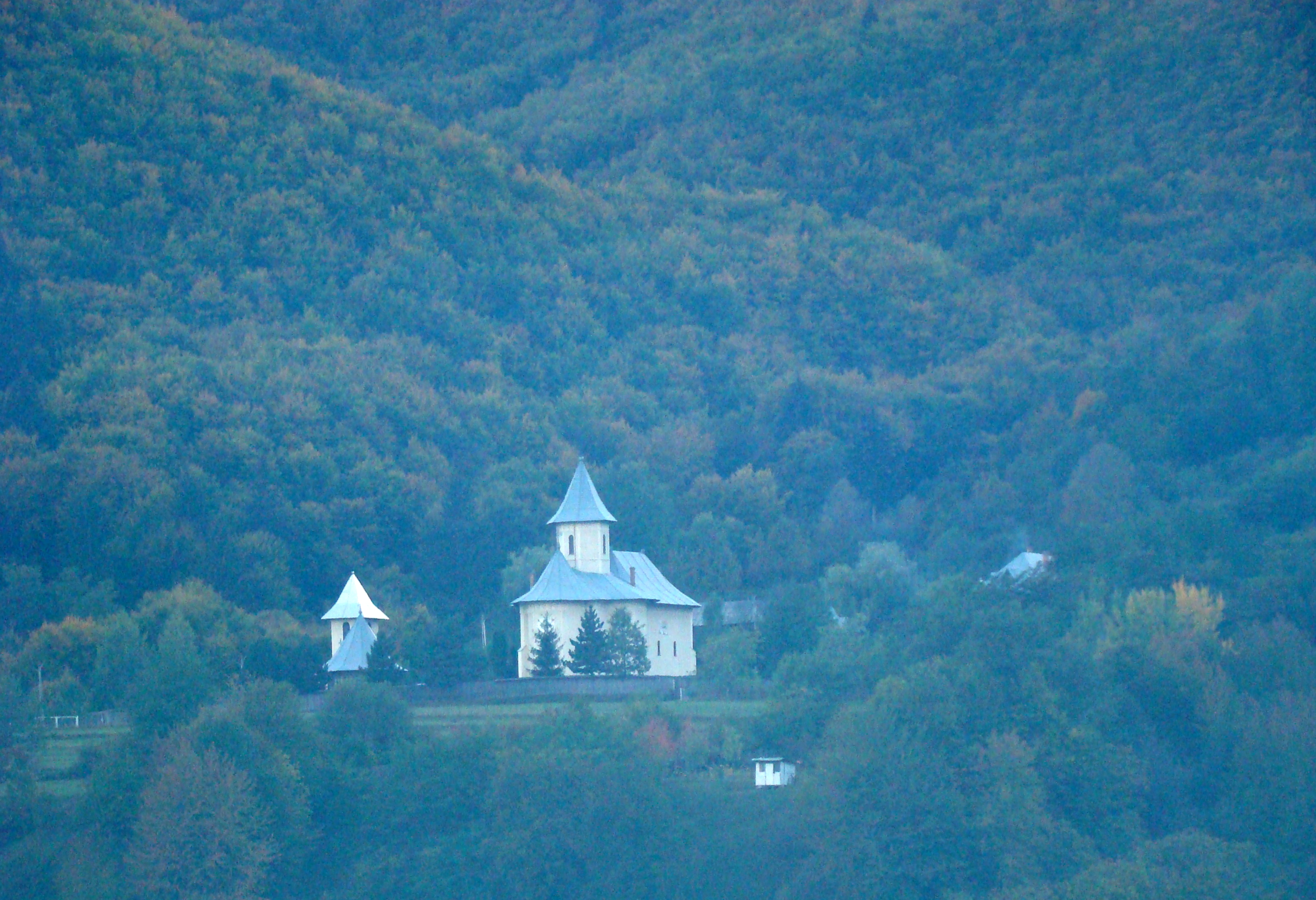
Mănăstirea Peștera
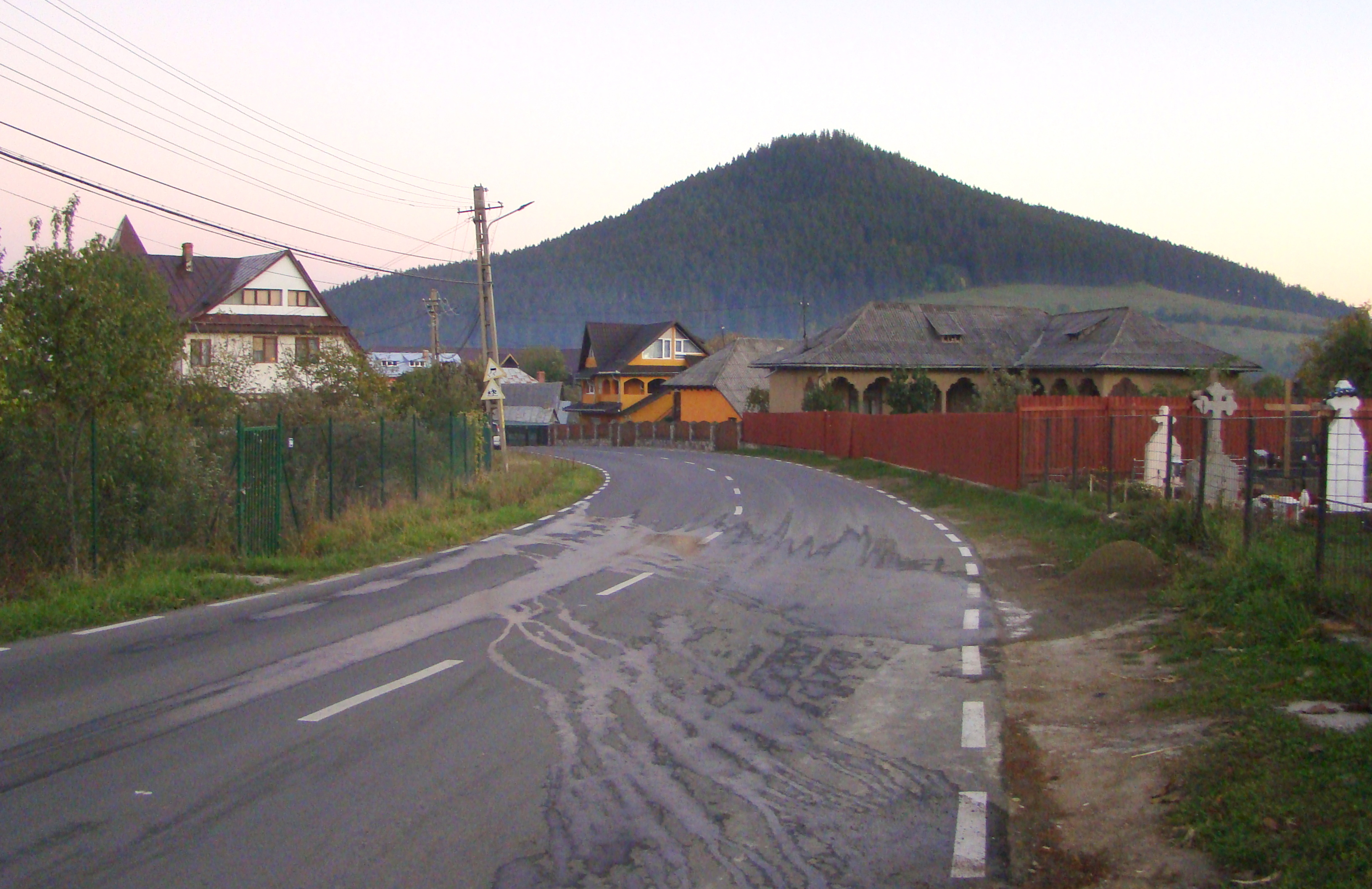
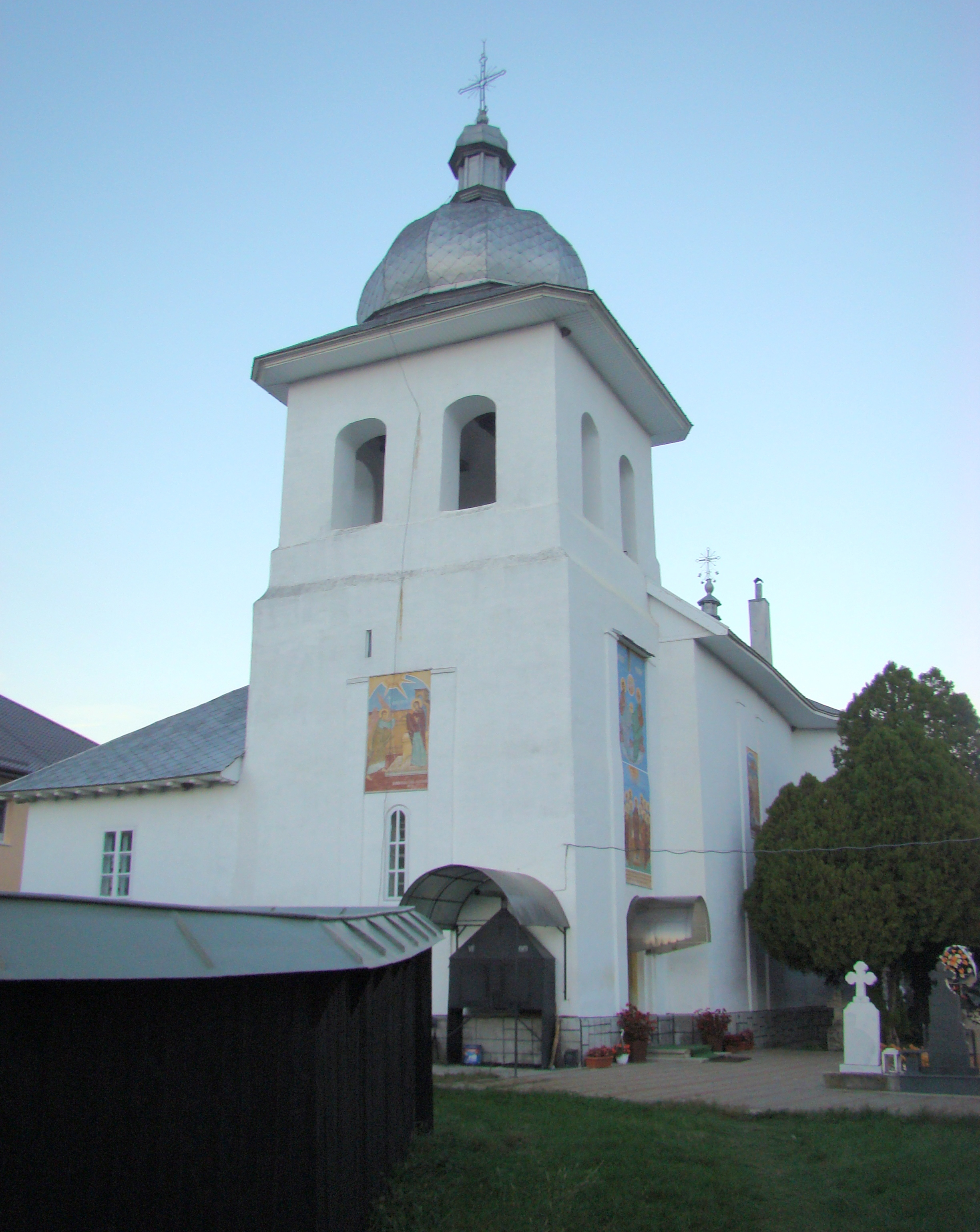
Biserica Pogorârea Sfântului Duh (monument istoric)
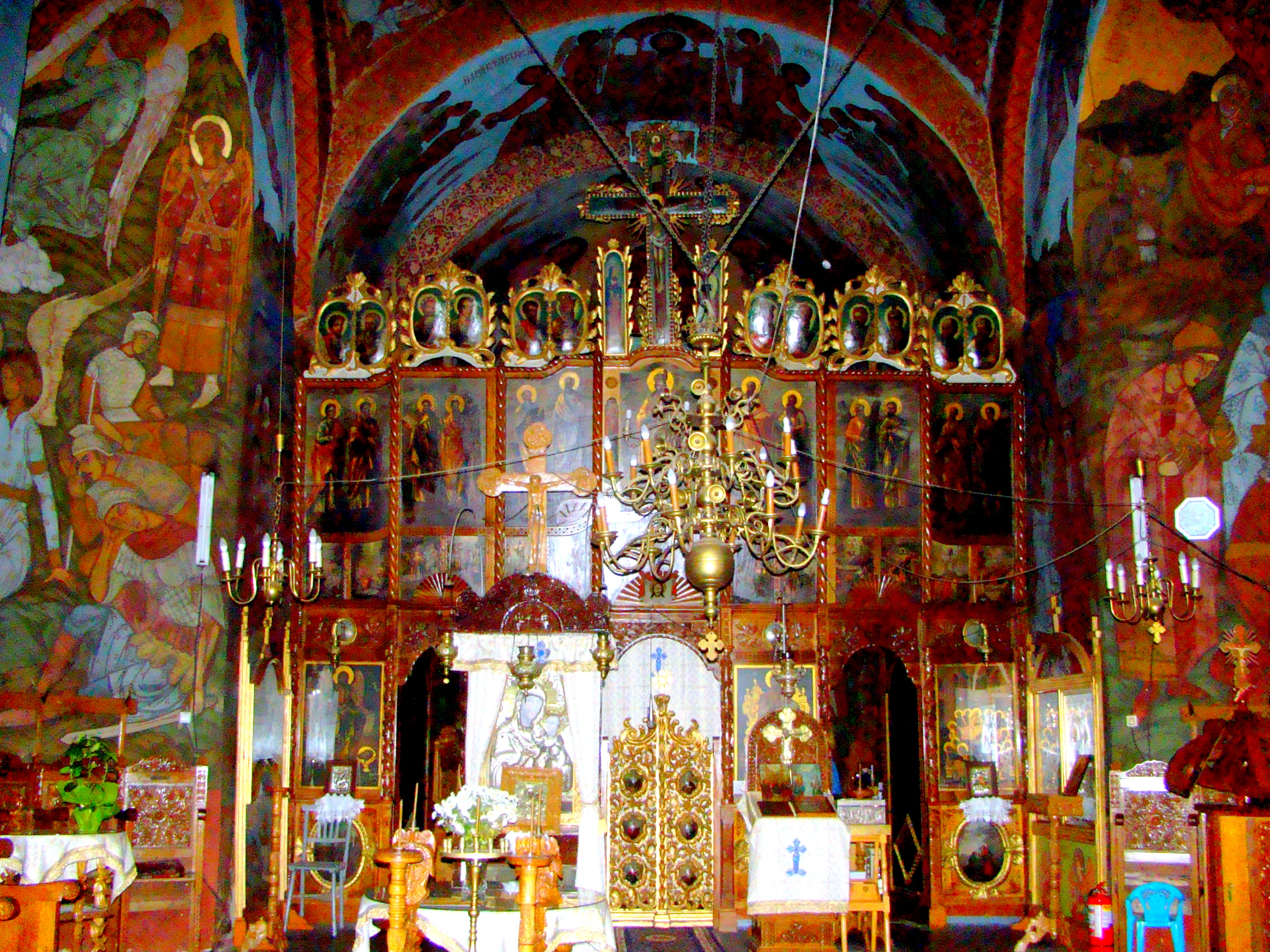
Iconostasul
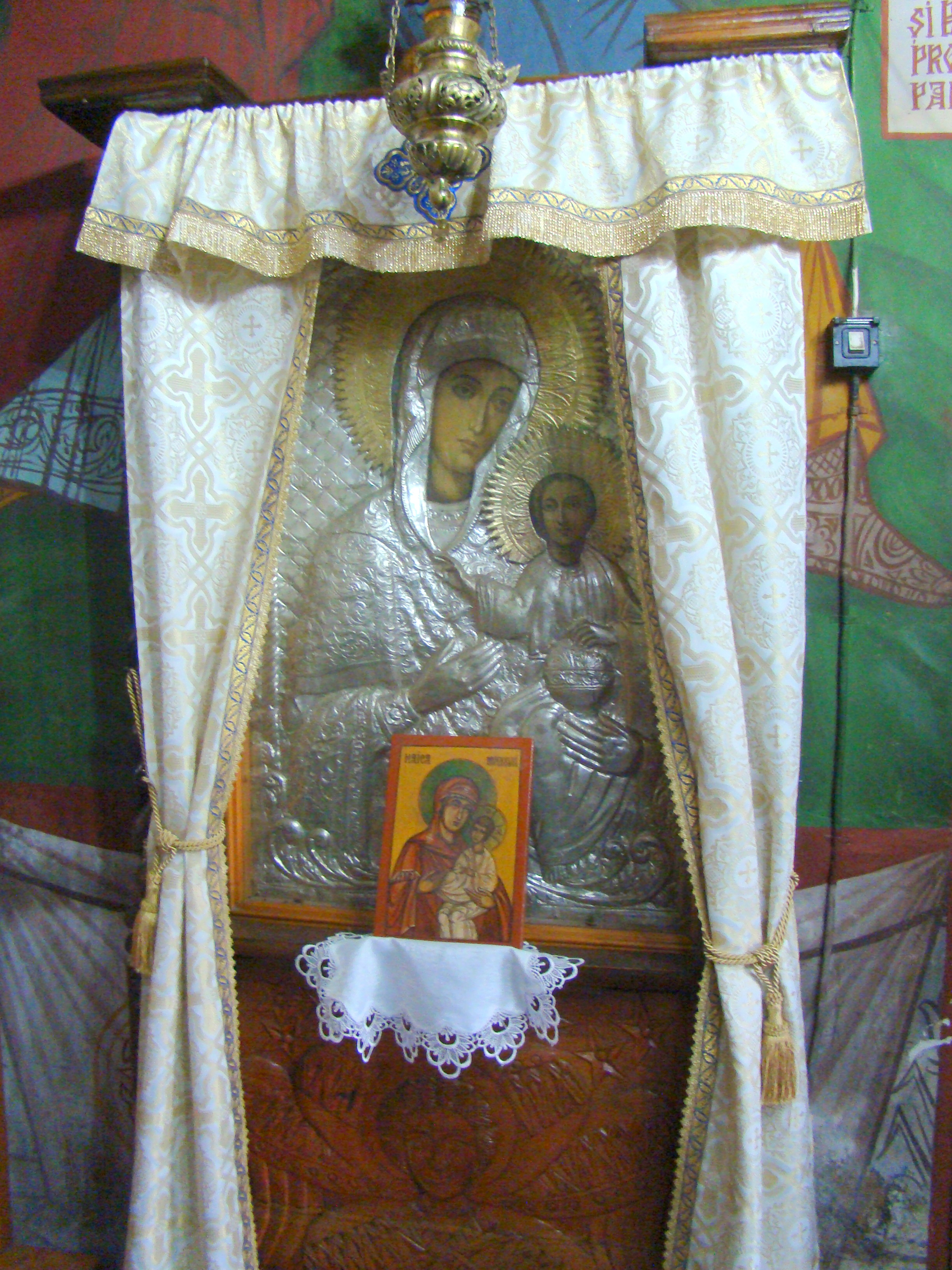
Icoana Maicii Domnului